# Grande mosquée de Touba
La grande mosquée de Touba représente l'édifice prééminent de la ville éponyme au Sénégal. Elle se distingue comme la plus vaste mosquée du pays et compte parmi les plus imposantes de tout le continent africain.

## Histoire
La décision de construire la grande mosquée de Touba est prise en 1926 par le cheikh Ahmadou Bamba, fondateur du mouridisme. Son fils et premier successeur, Cheikh Mouhamadou Moustapha Mbacké, s'investit pleinement dans la réalisation de ce projet, malgré un contexte national et international particulièrement difficile, marqué par la crise économique des années 1930 et la Seconde Guerre mondiale.
Malgré une opposition discrète de l'administration coloniale, qui tentait de contrarier le projet en imposant des conditions extrêmement strictes, Mouhammadou Moustapha réussit à obtenir un bail de 400 hectares et à surmonter tous les obstacles. Ainsi, le 4 mars 1932, il pose la première pierre marquant le début effectif des travaux.
L'un des principaux défis auxquels il fut confronté fut le manque de moyens de transport pour acheminer les matériaux depuis Diourbel, le terminus du train, jusqu'à Touba, distant de 45 km. Face à l'exigence de l'administration coloniale de payer les ouvriers du chantier, qui étaient ses disciples et avaient choisi de contribuer au projet par leur travail, Moustapha fixa une rémunération journalière pour chaque ouvrier, mais ceux-ci, étonnamment, rétrocédaient immédiatement leur paie comme contribution. Il entreprit alors de construire des voies ferrées sur toute la distance.
À sa disparition en 1945, les travaux furent poursuivis par son successeur, Mouhammadou Falilou Mbacké, deuxième fils d'Ahmadou Bamba. La mosquée fut finalement inaugurée le vendredi 7 juin 1963 par Mouhammadou Falilou Mbacké.

## Architecture
La grande mosquée de Touba, située au Sénégal, se distingue par ses caractéristiques architecturales imposantes. Érigée avec quatre minarets de 66 mètres de hauteur aux angles du bâtiment et un cinquième minaret culminant à 86,80 mètres, elle est couronnée de grandes coupoles. En 2013, deux minarets supplémentaires ont été ajoutés par le calife Serigne Sidy Moukhtar Mbacke, visibles jusqu'à 10 kilomètres à la ronde. Le minaret le plus élevé, nommé Lamp Fall en hommage au cheikh Ibrahima Fall, domine l'ensemble architectural.
La mosquée présente six portes principales : une à l'est, une à l'ouest et deux sur chaque côté latéral. À l'intérieur, on trouve le mausolée d'Ahmadou Bamba, situé à l'angle nord-est du bâtiment, près de la salle des prières. Le tombeau, occupant une superficie d'environ 10 mètres sur 10, abrite la sépulture du vénéré Ahmadou Bamba. Chaque jour, le Coran y est récité 33 fois, en respectant une tradition sacrée et régulière.

Cette mosquée, centre névralgique de la confrérie mouride, incarne un lieu de prière et de rassemblement central pour la communauté musulmane de la région, symbolisant à la fois la foi religieuse et l'architecture monumentale caractéristique de Touba.

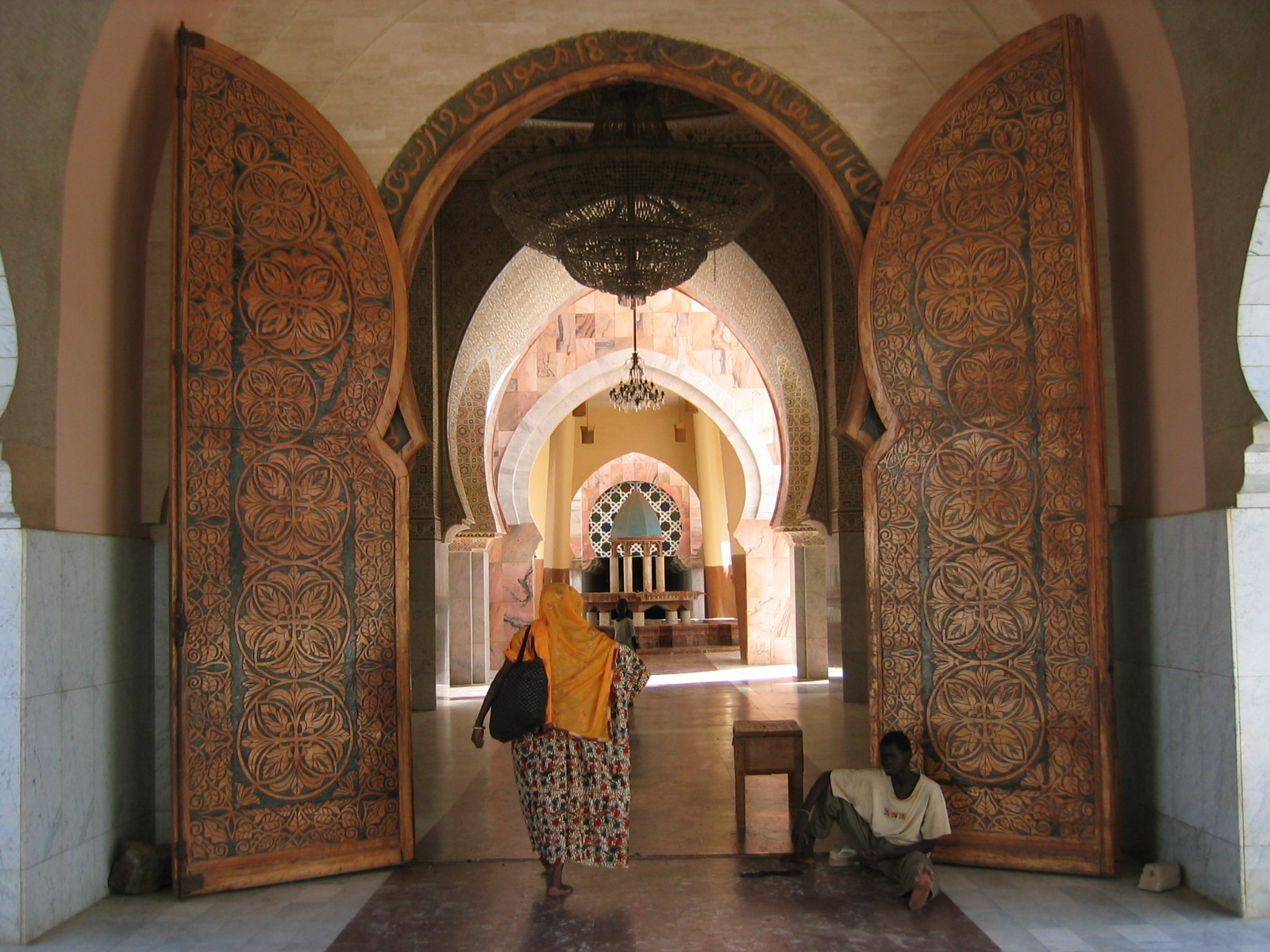
Entrée.
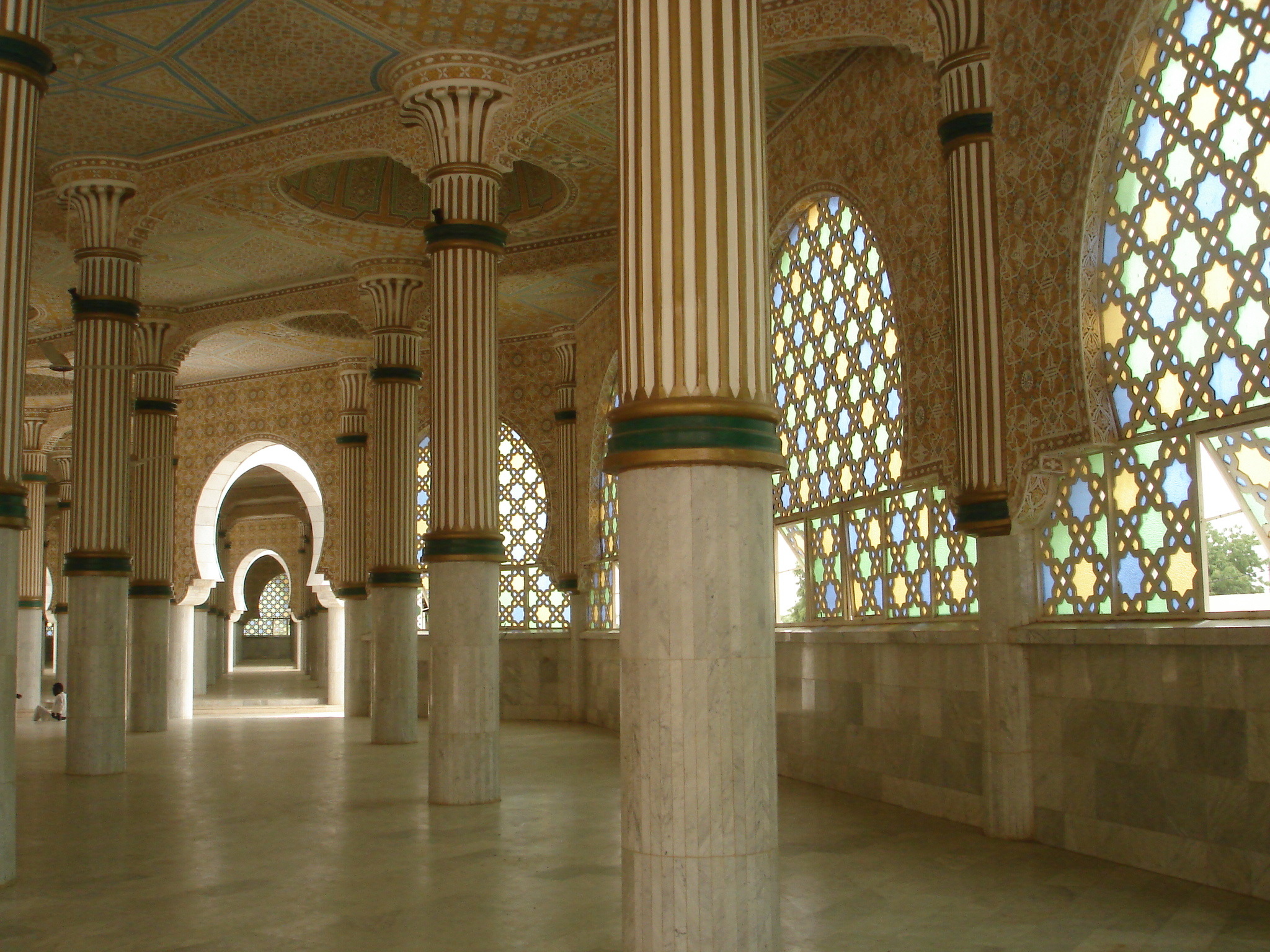
Intérieur de la mosquée.